# Leptarctia stretchi
Leptarctia stretchi är en fjärilsart som beskrevs av Butler 1881. Leptarctia stretchi ingår i släktet Leptarctia och familjen björnspinnare. Inga underarter finns listade i Catalogue of Life.